# Joseph Boyle
Joseph Boyle (1867–1923) – kanadyjski przedsiębiorca, żołnierz i poszukiwacz przygód, znany także z przydomków Klondike Joe (Józek z Klondike), King of Klondike (król Klondike) i Saviour of Romania (zbawca Rumunii). Kawaler najwyższego oznaczenia rumuńskiego – Orderu Gwiazdy Rumunii i wielu wysokich odznaczeń brytyjskich i rosyjskich.

## Wczesne lata
Boyle urodził się 7 listopada 1867 w miasteczku Woodstock w Ontario. Pochodził z mieszanej szkocko-irlandzkiej, średniozamożnej rodziny. Posiadał czworo rodzeństwa. Niewiele wiadomo o jego dzieciństwie, prawdopodobnie było ono spokojne, względnie dostatnie i szczęśliwe. W wieku siedemnastu lat, w 1884 r., krótko po ukończeniu nauki w Woodstock College, pojechał w odwiedziny do starszego brata, Davida, który mieszkał w Nowym Jorku, zajmując się tam interesami. Pewnego dnia, gdy brat wrócił z biura do swego mieszkania, znalazł na stole lakoniczną notkę mówiącą: I've gone to the sea. Don't worry about me. Joe ("Udałem się na morze. Nie martwcie się o mnie."). W istocie Joeseph dał swym bliskim wiele powodów do zmartwień. Po zaciągnięciu się na któryś ze stojących w nowojorskim porcie parowców, nie dawał znaku życia przez następne trzy lata. W końcu, gdy został przez wszystkich uznany za zaginionego, pojawił się równie nagle, jak wcześniej zniknął. Niewiele jest wiadomo o tych trzech latach Boyle'a. Sam niewiele o tym okresie wspominał. Jeden z jego przyjaciół relacjonował, iż Boyle jednego razu przechwalał się swymi wyczynami na Dalekim Wschodzie, nie wiadomo jednak nic bliższego. Znając jednak późniejszą jego historię można się spodziewać, że był wszędzie, wszystko widział i wszystkiego zaznał.

## Lata nowojorskie
Do Nowego Jorku Boyle powrócił całkowicie odmieniony. Nie było w nim nic z młodzieńca, który opuścił rodzinę kilka lat wcześniej. Stał się dorosłym, pełnym życiowego doświadczenia człowiekiem. Nabrał tężyzny fizycznej i atletycznej budowy ciała. Pozostając u brata, poznał jego przyjaciółkę, którą tamten zamierzał poślubić. Mildred Raynor była drobną, atrakcyjną rozwódką i natychmiast zauroczyła młodszego Boyle'a. Uczucie zostało odwzajemnione. Już trzy dni od chwili poznania Joseph i Mildred byli małżeństwem, pozostawiając Davida, brata Josepha, w nieutulonym żalu. Rana jakiej David doznał i uczucie jakim darzył Mildred były tak głębokie, iż mężczyzna ten nigdy już nie pragnął innej kobiety i dożył starości jako kawaler.
Po krótkim okresie idylli czas pokazał, na jak kruchych podstawach opierało się tak pospiesznie zawarte małżeństwo. Charaktery obu małżonków były całkowicie odmienne. Mildred znana w środowisku jako Minky – od zamiłowania do drogich futer (mink – ang. norka), słynęła ze snobizmu i pretensji do przynależności do wyższych sfer. Boyle natomiast prowadził dużo prostsze życie. Sam będąc dobrym bokserem, zaangażował się w organizację walk i sponsorowanie adeptów walk pięściarskich. Szczęśliwa ręka do wyławiania talentów uczyniła go jednym z najbardziej znanych menadżerów pięściarskich. Przyniosła mu też niemałą fortunę. Drugą pasją Boyle'a były wyścigi. Podczas gdy Mildred spędzała czas w teatrach i modnych restauracjach, Boyle'a najłatwiej można było spotkać na torach wyścigów konnych, na bokserskich ringach i w tawernach, gdzie zawodowi bokserzy spędzali swój wolny czas. Boyle z pasją uczestniczył w pijatykach, które często kończyły się ulicznymi awanturami. Po jednym z takich wydarzeń został on aresztowany za zakłócanie porządku. Gdy otrzeźwiał w areszcie, oświadczył swym towarzyszom z celi, że skoro nie potrafi pić "jak dżentelmen, to nie będzie pił w ogóle". Wywołało to ogólne rozbawienie, ktoś odpowiedział "To może także i nie będziesz już palić?". Boyle odpowiedział, że od tego momentu pozostanie abstynentem. Wytrwał w swym postanowieniu i do końca swego życia nie wypił nawet jednego łyka alkoholu, ani nie zapalił papierosa czy cygara. Wydarzenie to ujawniło jedną z najistotniejszych cech charakteru Boyle'a – żelazną konsekwencję, z jaką potrafił realizować swoje postanowienia.
Choć małżeństwo Boyle'a było nieudane, przetrwało dziewięć lat. W tym czasie Mildred zachodziła sześć razy w ciążę, z czego urodziło się czworo zdrowych dzieci. Gdy ostatecznie doszło do rozwodu, matka otrzymała prawa do opieki na dwojgiem młodszych dzieci, podczas gdy Boyle nad starszymi – córką Florą i synem Josephem Juniorem. Młodszych dzieci już nigdy nie zobaczył. Starsze też nie miały wiele pociechy z ojca. Boyle oddał je pod opiekę dziadków w Woodstock. Pożegnał je na dworcu kolejowym, nie zachodząc nawet do domu swych rodziców i udał się w dalszą podróż w swych interesach. Choć trudno Boyle'a uznać za wzorowego ojca, dwoje dzieci, nad którymi roztoczył prawną opiekę, wspominało go zawsze bardzo dobrze – zwłaszcza Flora, którą uznaje się za pierwszego biografa ojca.

## Król Jukonu
Z czasem Boyle został znanym promotorem walk bokserskich. Jego najzdolniejszym podopiecznym został Frank Slavin, noszący pseudonim Sydney Cornstalk. Ambicją Boyle było wykreowanie młodego boksera na mistrza świata wagi ciężkiej. Zanim do tego jednak doszło, zaistniały pewne okoliczności, które całkowicie odmieniły życie obu mężczyzn. W czasie tournée boksera, obaj zatrzymali się w Victorii w Kolumbii Brytyjskiej, akurat w momencie, gdy na zachodnie wybrzeże przedostała się wiadomość o odkryciu złota nad Bonanza Creek w Jukonie. Dało to początek słynnej gorączce złota w Klondike Boyle i Slavin bez chwili namysłu postanowili porzucić swe dotychczasowe ambicje i zostać poszukiwaczami cennego kruszcu. Gdy dotarli do Klondike, gorączka była już mocno zaawansowana. Wiele bogatych działek było już rozdysponowanych. Boyle swym typowym, szerokim spojrzeniem prawidłowo ocenił sytuację. Zauważył, że praca na niewielkiej działce, jakie przyznawane były przez lokalne kanadyjskie władze, nie przyniesie mu fortuny. Postanowił działać na wielką skalę. Złożył pretensje do obszaru trzynastego (Claim 13), obejmującego ośmiomilowy odcinek rzeki. Działka ta była omijana przez poszukiwaczy ze względu na jej feralny numer. Jednym z niewielu, którzy próbowali na niej szczęścia, był znany poszukiwacz Bill Gates. Boyle zawarł z nim umowę na wspólną eksploatację. Swego nowego partnera wraz ze Slavinem zostawił w Jukonie, by pilnowali interesów na miejscu, a sam udał się do Ottawy w celu załatwienia odpowiednich formalności. Podczas gdy do Jukonu przybywały kolejne tysiące poszukiwaczy, Boyle obrał kierunek przeciwny. Po 29 dniach wyczerpującej podróży dotarł do Ottawy. Niejasnym jest, w jaki sposób nikomu nieznany mężczyzna zdołał dostać się na polityczne salony Kanady. Faktem jest jednak, że w krótkim czasie zdołał otrzymać to, czego żądał. W listopadzie 1900 r. ministerstwo zasobów naturalnych wydało słynną Boyle Consession, dającą jej właścicielowi wyłączne prawa do górniczej eksploatacji znacznego odcinka rzeki oraz zasobów leśnych do niej przylegających. Posiadając w kieszeni ten cenny dokument, udał się do USA w poszukiwaniu kapitału. I tam dopisało mu szczęście. Udało mu się skłonić inwestorów fortuny Rothschildów, by wsparli go finansowo. W ten sposób powstała The Canadian Klondyke Company. Podobną firmę – Yukon Consolidated Gold Corporation, popartą kapitałem Guggenhaimów, utworzył konkurent Boyle'a, Arthur Christian Newton Treadgold. Konkurencję zdecydowanie wygrało przedsiębiorstwo Boyle'a.
Boyle od początku przyjął wielką skalę swych przedsięwzięć. Koncesja otrzymana od rządu Kanady pozwoliła na takie działania. Już wcześniej niektórzy poszukiwacze zastosowali niewielkie pogłębiarki, Boyle był jednak pionierem ich wykorzystania do eksploracji dna rzeki. Zaprojektował on i zbudował cztery monstrualne urządzenia (nazwane Canadian 1 do Canadian 4). Przeorywały one dno rzeki oraz nabrzeża, wypłukując wielkie ilości złota. 13 działka, omijana przez przesądnych poszukiwaczy, dzięki innowacjom Boyle'a, okazała się jedną z najbogatszych w Klondike.
Bardzo szczęśliwą okolicznością okazał się fakt, iż obok koncesji hydraulicznej, Boyle zapewnił sobie prawo do innych surowców występujących na jego działce. W szczególności prawa do wyrębu lasów zapewniły mu olbrzymie zyski. Trzydzieści tysięcy poszukiwaczy złota potrzebowało drewna do budowy domów i instalacji. W ekspresowym tempie rozbudowało się Dawson City jako zaplecze usługowe dla rzeszy poszukiwaczy. Jedynym legalnym producentem drewna, które osiągało astronomiczne ceny, był Boyle. Założył on elektryczny tartak. Energię do jego napędu dostarczała elektrownia wodna, także wybudowana przez Boyle'a. Był on także właścicielem miejskiej sieci wodnej. Założył też pierwszą sieć telefoniczną w mieście oraz publiczną pralnię. Dla Boyle'a nie istniały trudności nie do pokonania. Stalowe elementy do pogłębiarek, elektrowni i tartaku, a niektóre z nich ważyły setki ton, musiały być sprowadzone droga morską, a następnie przeciągane zaprzęgami przez górskie przełęcze. Cena pierwszej pogłębiarki-koparki wyniosła astronomiczna kwotę 200 tysięcy dolarów, lecz zwróciła się w ciągu pierwszych sześciu tygodni eksploatacji. Trzy z czterech tego typu urządzeń (jedno zatonęło wcześniej) pracowały nieustannie do roku 1969, kiedy to ostatecznie przedsiębiorstwo zawiesiło swą działalność.
Obok swej działalności gospodarczej Boyle prowadził intensywne życie społeczne. Należał do śmietanki towarzyskiej Dawson City. Był tego miasta faktycznym gospodarzem i największym dobroczyńcą. Z własnych środków zbudował kościół, do użytku indiańskiej społeczności. Był zaangażowany w budowę lokalnego szpitala (St. Mary Hospital). Przyczynił się do rozwoju sportu, będąc członkiem założycielem The Dowson Amateur Athletic Association, był także przewodniczącym rządowego komitetu sportu (Gymnasium anad Sport Committee). Na polu sportu największej sławy i satysfakcji przysporzyła mu sponsorowana przez niego drużyna hokejowa The Nuggets (Samorodki). Drużyna ta w 1904 r. wzięła udział w rozgrywkach o Puchar Stanleya, ustanawiając nie pobity do dziś rekord w wysokości przegranego meczu 23-2. Ostatecznie jednak występy drużyny zakończyły się sporym sukcesem. Zespół wygrał sześć z jedenastu rozegranych meczów.
Podczas tych 20 lat spędzonych na Jukonie Boyle ożenił się po raz drugi. Wybranką jego serca została Elma Louise Humphries, pracująca w lokalnym hotelu jako manikiurzystka. Drugie małżeństwo, podobnie jak i pierwsze, nie przetrwało długo. Na Jukonie dołączyła do Boyle'a także jego dorastająca już, najstarsza córka Flora.

## Początek I wojny światowej
Kierowanie sprawnie działającym przedsiębiorstwem zaczęło nużyć Boyle'a, rozpoczął więc poszukiwanie kolejnych wyzwań. Okazję tę przyniósł mu wybuch I wojny światowej. Pierwszym przejawem jego zaangażowania w sprawy wojenne było powołanie i wyekspediowanie z własnych środków pięćdziesięcioosobowego oddziału karabinów maszynowych. Wszyscy żołnierze ochotnicy byli pracownikami Boyle'a i codziennie, w godzinach pracy uczestniczyli w wojskowych szkoleniach. 10 października 1914 wyszkolony i wyposażony pododdział opuścił Dawson City i udał się na zgrupowanie do Vancouver. Zanosiło się, że zostanie tam na dłużej, lecz Boyle, używając swych wpływów w Ottawie, spowodował iż jego bateria została wysłana na front. Wpływy jego nie sięgały tak daleko, by zapewnić jednostce operacyjną samodzielność. W Anglii strzelcy z Jukonu zostali wcieleni do nadrzędnej jednostki karabinów maszynowych i stracili swój wyjątkowy, kanadyjski charakter. Sam Boyle został zmuszony do pozostania na Jukonie, nie wytrzymał tam jednak długo. Pragnąc osobiście włączyć się w sprawy wielkiej wojny, w połowie lipca 1916 r. bez większego rozgłosu opuścił Jukon, by nigdy już tam nie powrócić.
Przyczyną tego czynu było znudzenie coraz bardziej rutynowymi czynnościami związanymi z nadzorowaniem przedsiębiorstwa. Celem zaś, poszukiwanie nowych wyznań – wzięcie udziału w wojennej przygodzie. Okazało się to jednak trudniejsze, niż Boyle przypuszczał. W Ottawie zignorowano jego zapał. Boyle w wieku 49 lat i pozbawiony jakiegokolwiek doświadczenia wojennego nie wydawał się dobrym kandydatem na dowódcę, a takie miał właśnie ambicje. Nieco lepiej powiodło się mu w Londynie, gdzie został mianowany honorowym pułkownikiem Kanadyjskiej Milicji, poza jednak prestiżem i paradnym mundurem nic nie zyskał. Ciągle był cywilem bez wpływu na bieg wielkich spraw. Fortuna Boyle'a odwróciła się dopiero wraz z przystąpieniem Stanów Zjednoczonych do wojny. Wkrótce po deklaracji wojny został powołany The America Society of Engineers, organizacja, która miała nieść technologiczną i organizacyjną pomoc dla formującej się armii. Choć Boyle formalnie inżynierem nie był, przez protekcję znajomych został przyjęty w szeregi tej paramilitarnej organizacji. Za rekomendacją innego znajomego, Waltera Page, ambasadora USA w Wielkiej Brytanii, otrzymał interesujące zadanie pomocy uporządkowania zdezorganizowanego systemu transportu kolejowego w Rosji, nowej sojuszniczki Stanów Zjednoczonych w wojnie.

## Epizod rosyjski
W lipcu 1917 Boyle przybył do Piotrogradu (St. Petersburg). Nie znał ani słowa po rosyjsku, miał bardzo mgliste pojęcie o polityce, kulturze i historii Rosji. Na przewodnika i tłumacza przydzielono mu kapitana G. A. "Podge" Hilla. Ten pospiesznie zaznajomił go z mechanizmami sceny politycznej tego kraju. Boyle jako człowiek z zewnątrz, niemający żadnych politycznych preferencji, ani uprzedzeń, łatwo nawiązał kontakty z wszystkimi graczami sceny politycznej. Przez legalne władze został przyjęty uprzejmie, choć z pewnym dystansem. Nawiązał także kontakty z radykałami. Na jednym z wieców zorganizowanym przez Rady Żołnierskie, na którym dyskutowano plany zawarcia pokoju z Niemcami zabrał głos. W swym krótkim przemówieniu nawiązał do historii Rosji, a zakończył je zdaniem You are not sheep. I order you to act as men (Nie jesteście owcami, więc nakazuję wam postępować jak mężczyźni).
Boyle nie przybył do Rosji by wiecować. Zainteresowany był konkretnymi działaniami, najlepiej militarnymi. Pierwsze zadanie jakim go obciążono miało jednak charakter czysto organizacyjny. Boyle został wysłany na południe, do świeżo pozyskanego sojusznika Rosji (także i aliantów) – Rumunii. Jego zadaniem miało być udrożnienie rumuńskiego systemu kolejowego. Linie kolejowe w Rumunii były nie do końca zbudowane i mało efektywnie zarządzane. Spowodowało to olbrzymi zator na granicy obu krajów. Boyle, choć niewiele wiedział o kolejnictwie, z całą energią zabrał się do dzieła. W krótkim czasie usprawnił system do tego stopnia, używając przy tym niekonwencjonalnych, improwizowanych metod sprawił, iż transport w obie strony przebiegał bez zakłóceń. Tym sukcesem zdobył zaufanie władz rosyjskich i rumuńskich. Jedynie służby dyplomatyczne Wielkiej Brytanii były zaniepokojone jego działalnością, nie rozumiejąc kogo ten obywatel Brytyjskiego Imperium reprezentuje.
Kolejnym zadaniem, jakie Boyle otrzymał, było eskortowanie konwoju przewożącego rządowe druki państwa rumuńskiego wydrukowane w Moskwie, w tym dużą sumę nowych banknotów. Zadanie było o tyle trudne i niebezpieczne, że w czasie podróży pociąg złożony z czterech wagonów towarowych musiał przedostać się przez tereny opanowane przez bolszewików. W istocie na swej drodze Boyle został dwukrotnie zatrzymany przez ich patrole. Za pierwszym razem użył przemocy, zabijając dowódcę patrolu, innym razem salwował się ucieczką. Szczególnie ta druga przygoda pokazuje hardą duszę Boyle'a. Pociąg został zatrzymany 50 km przed granicą z Rumunią przez bolszewicki pociąg pancerny, gotowy do zniszczenia go ogniem artyleryjskim. Boyle w tym przypadku użył podstępu. Udając przyjaźń i poddając się, uśpił czujność bolszewików, by w dogodnym momencie przeprowadzić brawurową ucieczkę. Gdy maszynista rozpędzonego pociągu odmówił staranowania zasieków granicznych, Boyle własnoręcznie go obezwładnił i dalej sam kierował lokomotywą. Bezpieczne dostarczenie cennego ładunku do Jassy uczyniło Boyle'a bohaterem z dnia na dzień.
Boyle powrócił do St. Petersburga, by stać się świadkiem upadku rządu Kiereńskiego i przejęcia władzy przez bolszewików. Był świadkiem chaosu opanowującego Rosję. Wskutek trudności komunikacyjnych rosyjskie oddziały na froncie wschodnim zostały odcięte od zaopatrzenia. Bolszewicy zdawali sobie sprawę z istotności poparcia żołnierzy dla zwycięstwa ich rewolucji, powołali Boyle'a do komisariatu zaopatrzenia. Zadaniem Boyle'a było udrożnienie systemu komunikacyjnego. Moskwa w tym czasie była zablokowana przez setki składów towarowych blokujących linie kolejowe wokół niej. Boyle postanowił przeciąć ten węzeł gordyjski w bardzo niekonwencjonalny sposób. Nakazał staczanie pustych wagonów z nasypów na pobliskie pola. W ten sposób po trzech dniach intensywnej pracy węzły kolejowe Moskwy zostały odblokowane i zaopatrzenie mogło wyruszyć do głodujących oddziałów. W tym czasie Boyle poznał osobiście wielu sowieckich przywódców. Szczególnie bliską znajomość zawarł z Lwem Trockim.

## Zbawca Rumunii
Misja Boyle'a w Rosji została zakończona. Wskutek rewolucji i rozpadu koalicji stracił poparcie swych amerykańskich mocodawców. Udał się więc tam, gdzie dał się już dobrze poznać – do Rumunii. Potrzebowano go tam pilnie w związku z narastającym napięciem pomiędzy władzami tego kraju a zrewolucjonizowaną Rosją. Rumunia, dotychczasowa sojuszniczka, stawała się łatwym łupem także dla Niemiec. Boyle podjął się negocjacji z obydwiema stronami. Działając jako wolny agent, niezwiązany z żadną ze stron, w szybkim czasie doprowadził do normalizacji stosunków tak z bolszewicką Rosją, jak i z państwami centralnymi. Rumunia została uratowana.
Kluczowym momentem dla Boyle'a był marzec 1918 r., kiedy to jego sława doszła do królowej Rumunii, Marii. Była ona wnuczką brytyjskiej królowej Wiktorii. Maria była czterdziestoletnią, lecz ciągle piękną i atrakcyjną kobietą, bardzo niezależną, o intelektualnych zainteresowaniach, epigonką romantyzmu. Od pierwszego spotkania obydwoje przypadli sobie do gustu. Początkowa fascynacja szybko przerodziła się w przyjaźń, a ta w bardzo głębokie uczucie. Dla dwukrotnie żonatego Boyle'a Maria stała się kobietą jego życia. Obydwoje często się widywali i prowadzili intensywną, bardzo osobistą korespondencję. Niejasne jest, czy doszło do fizycznych kontaktów pomiędzy nimi. Biografowie Marii stanowczo wykluczają taką możliwość. Biografowie Boyle'a uznają to za bardzo prawdopodobne.
Zanim jednak Boyle zyskał pełne zaufanie Marii oraz olbrzymi na nią wpływ, dokonał kolejnego wyczynu, który uczynił go narodowym bohaterem Rumunii. W tym czasie około 400 obywateli rosyjskich przebywało, z różnych przyczyn, w więzieniach rumuńskich. Bolszewicy domagali się ich uwolnienia. Jednocześnie Rosjanie przetrzymywali jako zakładników około 40 obywateli rumuńskich, większość z najwyższych sfer, a wielu z nich było znanymi politykami. Zadaniem Boyle'a było wynegocjowanie warunków wymiany zakładników. W tym celu udał się do Odessy, gdzie więziono grupę Rumunów. Gdy tam dotarł, znalazł się w centrum chaosu. Bolszewicy walczyli o kontrolę nad rejonem z Białymi Rosjanami. Gdy Boyle przybył na miejsce, sytuacja była krytyczna. Grupa Rumunów została oddana pod "opiekę", oddziału Czeka, który miał załadować ich na statek i ewakuować na morze, a po drodze prawdopodobnie zgładzić. Boyle bez wahania przystąpił do działań. Wykorzystując podstęp, dołączył do grupy Rumunów i próbował negocjować z dowódcą oddziału. Gdy się to nie powiodło, zmienił taktykę. Gdy statek zaokrętował do portu w Sewastopolu, za pożyczone od angielskiego konsula pieniądze wynajął niewielki frachtowiec. Jednocześnie przekupił część oddziału eskortującego zakładników – chińskich komunistów, którzy dokonali "zamachu stanu", przejmując kontrolę nad okrętem z zakładnikami, a następnie pozwolili im zbiec. Wynajętym statkiem, jakiś czas błądząc po morzu i unikając pogoni, szczęśliwie odtransportował zakładników do Jassy.
Po tych wydarzeniach imię Boyle'a stało się znane i popularne nie tylko w Rumunii, lecz i daleko poza nią. Między innymi król Anglii Jerzy V stał się wielkim admiratorem Boyle'a. Tego nastawienia nie podzielało ministerstwo spraw zagranicznych Wielkiej Brytanii. Uznało mianowicie, że Boyle jako wolny agent, nie kontrolowany przez nikogo, działa przeciwko interesom brytyjskim w tym rejonie. Za pośrednictwem księcia Artura, gubernatora generalnego Kanady, wpłynęło na rząd tego kraju, by interweniował. Rząd kanadyjski uległ naciskom i wydał decyzję bez precedensu, dodatkowo niekonstytucyjną, nakazującą Boyle'owi powrót do kraju. Boyle zignorował wezwanie.
W Rumunii przyjęty został jako bohater. Obsypany został zaszczytami. Uzyskał też stały dostęp do królowej, a przez nią wielki wpływ na dwór i politykę. Jeszcze bardziej zbliżyła ich choroba Boyle'a. W lipcu 1918 r. dotknął go wylew, powodujący częściowy paraliż. Boyle został przetransportowany do wiejskiej rezydencji, gdzie królowa Maria osobiście roztoczyła nad nim opiekę. Choć wylew pozostawił po sobie ślady w postaci częściowego paraliżu twarzy, Boyle wrócił szybko do zdrowia. Wkrótce jednak zachorował na grypę, która to choroba podkopała jego już nadwątlone zdrowie. Po dłuższej rekonwalescencji wrócił do działania. Kolejnymi jego osiągnięciami było uwolnienie z sowieckiej niewoli kuzynki Marii – wielkiej księżnej Marii Rosyjskiej. Poprzez swego partnera biznesowego z czasów w Klondike, przyszłego prezydenta Stanów Zjednoczonych, a w tamtym czasie szefa Allied Food Council, Herberta Hoovera, Boyle załatwił pomoc żywnościową dla głodującej Rumunii. Wynegocjował także 25-milionową (w dolarach) pożyczkę na odbudowę kraju. Wraz z tymi sukcesami nadeszły i zaszczyty. Boyle został nagrodzony Orderem Gwiazdy Rumunii, najwyższym odznaczeniem rumuńskim. Nadano mu także tytuł arystokratyczny Księcia Jassy. Powodzenie i wpływy powodowały jednak narastającą opozycję przeciwko niemu. W końcu ciąg intryg zmusił Marię do odizolowania się od bohatera. To był nieoczekiwany cios dla Boyle'a, który darzył królową szczerym i głębokim uczuciem i to odwzajemnionym, jak się wydaje. W prywatnych listach Maria tłumaczyła, iż została zmuszona do podjęcia takiej decyzji dla dobra dynastii i kraju. Nie złagodziło to jednak bólu Boyle'a. Ostatecznie opuszczony postanowił się rozstać z nowo przybraną ojczyzną.

## Schyłek życia
Wydarzenia te zbiegły się z problemami, jakie dosięgły firmę petrochemiczną Shell w dostępie do źródeł naftowych w Baku. Koncern potrzebował zdecydowanego człowieka, znającego miejscowe obyczaje i stosunki dla wynegocjowania nowego kontraktu. Właściwym człowiekiem okazał się Boyle. Przyjął on propozycję bez wahania i przystąpił do działań. Jak wcześniej Klondike, teraz opuścił Rumunię, podobnie jak i w poprzednim przypadku na zawsze. Udał się do Konstantynopola, gdzie otworzył swoją kwaterę. Po nawiązaniu kontaktów z dawnymi znajomymi wśród bolszewików, rozpoczął działania. Wkrótce też wyruszył na Kaukaz. Po wielotygodniowej podróży, obfitującej w przygody i liczne niebezpieczeństwa, dotarł do Baku. Tam odbył szereg spotkań i zawarł wstępne porozumienia w sprawie dzierżawy pól naftowych. Negocjacje nad ostatecznym kontraktem miały być prowadzone na neutralnym gruncie w Genewie.
Tak w czasie drogi do Baku, jak i w powrotnej, Boyle zdradzał objawy przemęczenia. Jasno pokazało to, że jego kłopoty zdrowotne nie tylko nie ustąpiły, lecz zaczęły się pogłębiać. W Konstantynopolu poddał się gruntownym badaniom lekarskim. Zalecono mu natychmiastową kurację i odpoczynek. Boyle po raz kolejny zignorował zalecenia. Słynnym Orient Expressem udał się do Genewy, gdzie wziął udział w nieudanych negocjacjach z Rosjanami. Od czasów rewolucji stosunki w Rosji znacznie się zmieniły, a wraz z nimi nastawienie dla zagranicznego kapitału. Boyle nie dał jednak za wygraną. Wyjechał do Londynu, skąd próbował dalszych negocjacji. Także w Londynie ponownie poddał się badaniom lekarskim. Lekarze ocenili stan jego zdrowia jako alarmujący. Tym razem potraktował zalecenia lekarzy poważniej. Pozwolił umieścić się w sanatorium, gdzie pozostawał pod stałą obserwacją i opieką, ciągle jednak pracował. Przy jego łóżku odbywały się wielogodzinne zebrania, które znacznie utrudniały rekonwalescencję. Sytuacja się polepszyła dopiero po ostatecznym upadku negocjacji, gdy Shell definitywnie zrezygnował z dalszych starań i zwolnił Boyle'a ze stanowiska swego przedstawiciela. Na tym jednak nie zakończył się jego udział w całej sprawie. Wkrótce musiał wyruszyć w kolejną podróż, gdy jeden z jego współpracowników – Charles Solly został aresztowany w Baku. Boyle udał się do Konstantynopola, skąd prowadził akcję uwolnienia Solly'ego. Gdy znalazł się on na wolności, Boyle powrócił do Londynu, lecz nie do sanatorium. Zamieszkał w Hampton Hill w Middlesex, w domu swego przyjaciela i współpracownika z czasów działalności gospodarczej w Jukonie – Teda Bredenbekera, by spędzić tam ostatnie tygodnie swego życia. 14 kwietnia 1923 nad ranem w wieku pięćdziesięciu sześciu lat Boyle zmarł w łóżku.
Został pochowany w Hampton Hill. Jego nagrobek został ufundowany przez królową Marię. Wyryto na nim insygnia jego orderów oraz sentencję pochodzącą z poematu Roberta Service'a The Spell of the Yukon (zaklęcie Jukonu) – Man with the heart of a Viking and the simple faith of a child (Człowiek o sercu wikinga i prostej wierze dziecka).
Początkowo postać Boyle'a była niemal całkowicie zapomniana, później jednak ponownie ją odkryto. Szczególnie Woodstock, jego rodzinne miasto, szczyciło się nim. W pięćdziesiąt lat po jego śmierci grób jego przeniesiono do rodzinnego miasta. W Kanadzie zaczęto także badania nad jego życiem, w wyniku których powstało szereg opracowań historycznych i książek.